# Karl von Vogelsang

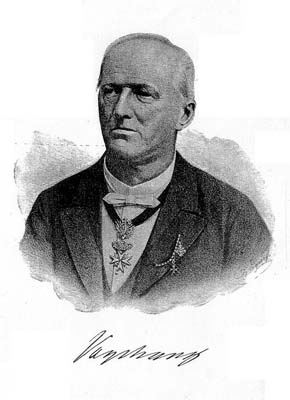
Karl von Vogelsang

Karl von Vogelsang (ur. 3 września 1818 w Legnicy, zm. 8 listopada 1890 w Wiedniu) – austriacki polityk i katolicki publicysta.
Urodził się w ówczesnych Prusach, tam studiował prawo, był zatrudniony w pruskim aparacie sprawiedliwości, wreszcie wydawał swoją gazetę oraz był deputowanym do meklemburskiego sejmu prowincjonalnego. W 1850 przeszedł z protestantyzmu na katolicyzm, zrezygnował z funkcji deputowanego oraz zajął się publicystyką (poruszając głównie zagadnienia religijne oraz społeczne). Na przełomie lat 50. i 60. XIX w. poznał księcia Liechtensteinu Jana II, od którego otrzymał tytuł barona. W 1864 przybył do Austrii, gdzie pozostał aż do śmierci.
W Austrii nadal zajmował się publicystyką. W 1875 został redaktorem wiedeńskiej katolicko-konserwatywnej gazety "Das Vaterland", a w 1879 założył "Österreichische Monatsschrift für Gesellschaftswissenschaft und Volkswirtschaft". Głosił potrzebę reform społecznych (takich jak np. ograniczenie czasu pracy robotników, ubezpieczenia powszechne, prawo do stowarzyszeń). Jego działalność (także polegająca na organizowaniu cyklicznych spotkań) sprawiła, że stał się duchowym założycielem austriackiego ruchu chrześcijańsko-społecznego; nawiązał też współpracę z podobnymi ruchami za granicą. Jego program społeczny został przejęty przez Karla Luegera, późniejszego założyciela Austriackiej Partii Chrześcijańsko-Społecznej. Echa jego poglądów odnaleźć można w encyklice Leona XIII "Rerum novarum" z 1891.
Jego imieniem nazwano instytut zajmujący się badaniem historii chrześcijańskiej demokracji w Austrii – Karl-von-Vogelsang-Institut zur Erforschung der Geschichte der Christlichen Demokratie in Österreich.